# 후쿠시마씨
후쿠시마 씨(일본어: 福島氏) 혹은 복도 씨라는 한자를 쓰는 일본 씨족은 다음 세 씨족이 있다.
1. 오와리 계 마사노리 류 후쿠시마 씨(일본어: 福島氏 후쿠시마시[*])
2. 셋쓰 겐지 야마가타 씨족 구시마 씨(일본어: 福島氏 쿠시마시[*])
3. 셋쓰 겐지의 미나모토노 모로미쓰를 중시조로 하는 후쿠시마 씨(일본어: 福島氏 후쿠시마시[*])

## 오와리 계 마사노리 류 후쿠시마 씨
후쿠시마 씨(일본어: 福島氏 후쿠시마시[*])는 일본의 씨족이다. 시즈가타케의 칠본창 중 필두인 후쿠시마 마사노리의 씨족이다. 마사노리는 하시바 히데요시의 심복으로 활약해 오와리국 기요스에 석고 24만 석의 영주로 봉해졌다.
간무 헤이시의 후예라고도 하지만, 겐지 설도 후지와라 설도 있기 때문에 자세한 것은 불명이다. 마사노리의 아버지 마사노부는 오와리 국에서 통 가게 장사를 하는 일개 범부였다.
게이초 5년(서기 1600년) 세키가하라 전투에서 앙숙 관계였던 서군 주장 이시다 미츠나리에 대한 반감 때문에 도쿠가와 이에야스의 동군에 붙었다. 동군이 승리했고 그 결과 아키국 히로시마번의 49만 8200석이 더해졌다.
게이초 19년(서기 1614년)에서 게이초 20년(서기 1615년) 사이에 일어난 오사카 전투 당시 마사노리는 도요토미 충성파로 분류되어 위험시되었다. 마사노리의 동생이었던 우다 마쓰야마 번주 다카하루는 도요토미와 실제 내통한 것이 발각되어 개역당했다.
겐나 5년(서기 1619년) 마사노리는 히로시마성을 무단으로 보수한 것을 구실로 개역당했고 시나노국 다카이노 번의 석고 4만 5000석의 소영주로 강등당했다. 그 뒤 간에이 원년(서기 1624년)에 마사노리가 죽었을 때 막부의 사자가 오기도 전에 화장을 했음을 구실로 삼아 다카이노 번도 개역당해 영주로서는 망했다.
그 뒤 후쿠시마 씨는 하타모토로서 도쿠가와씨를 섬겼다.

## 셋쓰 겐지 구시마 씨
구시마 씨(일본어: 福島氏 쿠시마시[*])는 일본의 씨족이다.
미노국에서 발상했으며, 셋쓰 겐지 야마가타 씨의 유파를 이어받았다 한다. 이후 도토미국에 가서 구시마 마사시게의 대에 이마가와 씨를 섬겼다. 다카텐진 성을 중심으로 할거했으나 하나쿠라의 난 때 이마가와 요시모토에게 대적했다가 패배하여 그 잔당은 토멸되고 일부는 가이국으로 도망쳤다가 다케다 노부토라에게 토벌되어 몰락했다.
호조 우지쓰나의 양자가 되어 활약한 호조 쓰나시게가 구시마 마사시게의 아들이다.

## 셋쓰 겐지 후쿠시마 씨
후쿠시마 씨(일본어: 福島氏 후쿠시마시[*])는 일본의 씨족이다. 위의 구시마 씨와 마찬가지로 셋쓰 겐지의 후예로서 미나모토노 요리쿠니의 8남 모로미쓰를 중시조로 삼는다. 헤이안 시대 후기부터 셋쓰국 니시나리 군 후쿠시마 장(오늘날의 오사카시 후쿠시마구 부근)을 본거지로 했다.